# Accon
Pour la commune Française, voir Acon.
Pour l'animal, voir Pouce-pied.

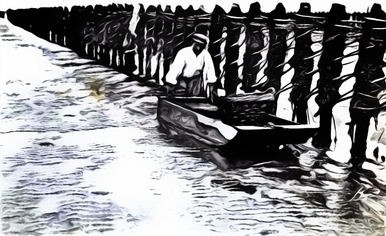
Acon (pousse-pied) poussé à pied sur les vases côtières.

Un accon ou acon peut désigner plusieurs types de bateaux :
- une petite embarcation à fond plat, utilisée dans les marais[1] que l'on pousse avec le pied sur la vase (pousse-pied)[3] ou avec une perche, pour la pêche (plie, anguille) et l'ostréiculture[2]. On en rencontre dans le pays d'Aunis et le marais poitevin pour aller sur les vases à marée-basse[2]. Ce type est très rudimentaire constitué de planches planes assemblés de forme rectangulaire, sans liaison transversale avec un pan incliné à l'avant et l'arrière. La longueur varie de 1,5 à 2 m pour une largeur et une hauteur d'une trentaine de cm[2].

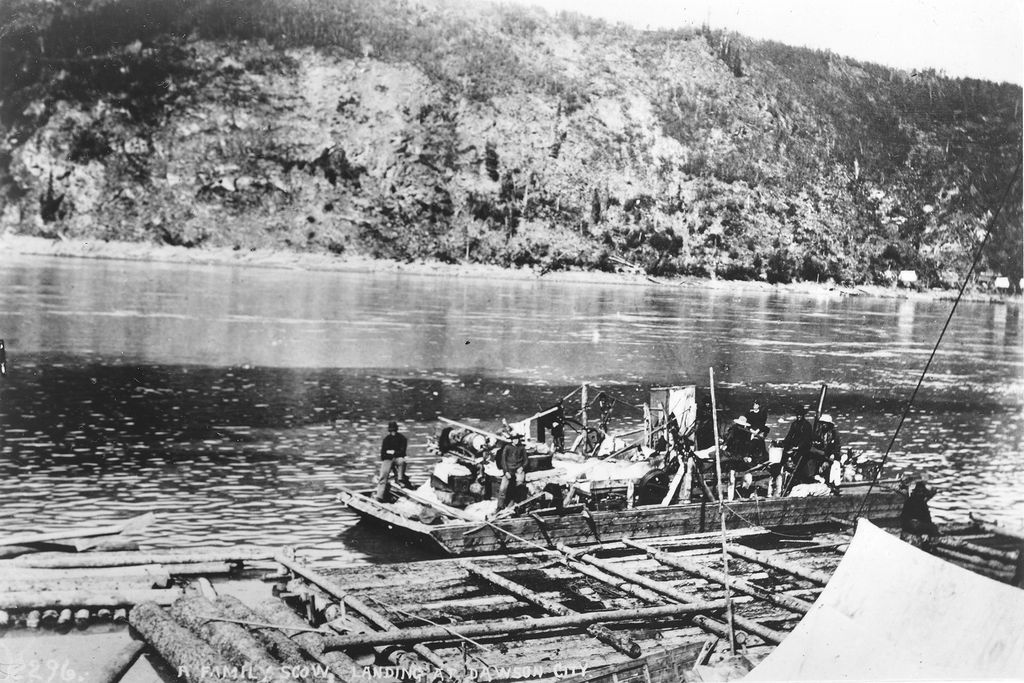
Accon arrivant à Dawson (Yukon, Canada).

- Un bateau plat, rectangulaire, sans mâture ni rames (il est remorqué ou halé)[1], utilisé comme allège pour le chargement des navires dans les ports[2],[3], fréquent au XIXe siècle. Le capitaine s'appelle un acconier[3]. C'est de là que vient le terme acconage utilisé pour désigner les opérations de chargement d'un bateau dans un port.

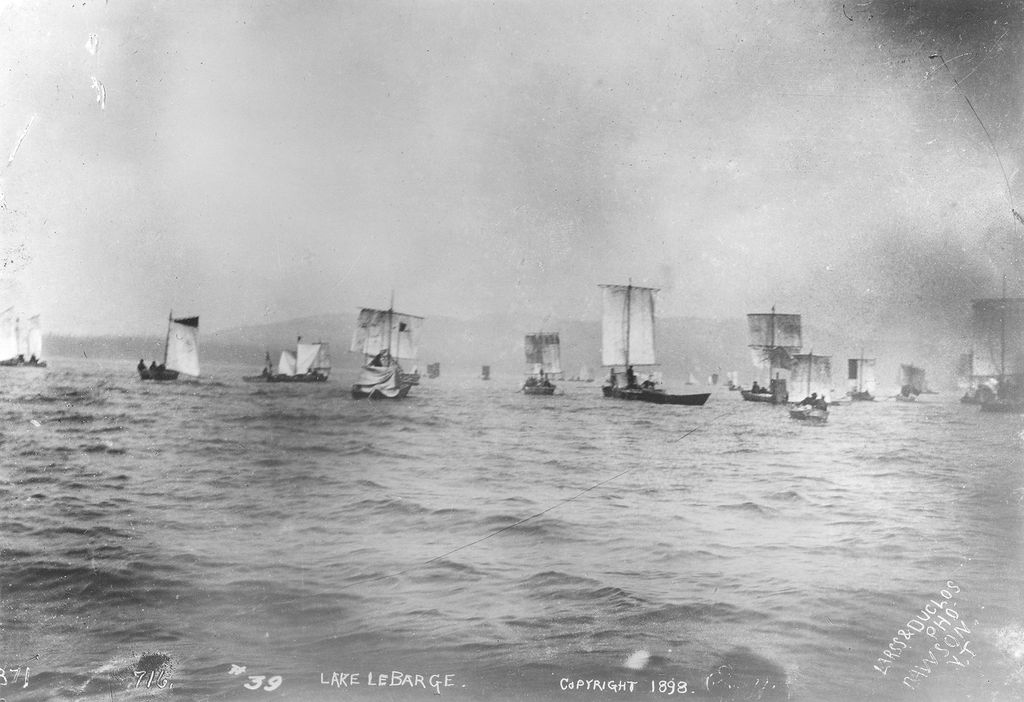
Voiliers et accons sur le lac Laberge, Territoire du Yuko.

- Dans les colonies sous l'Ancien régime (Antilles notamment), le terme désigne des petits voiliers à un mât à voile carrée enverguée[1], utilisée pendant la première moitié du XXe siècle comme allège[2].

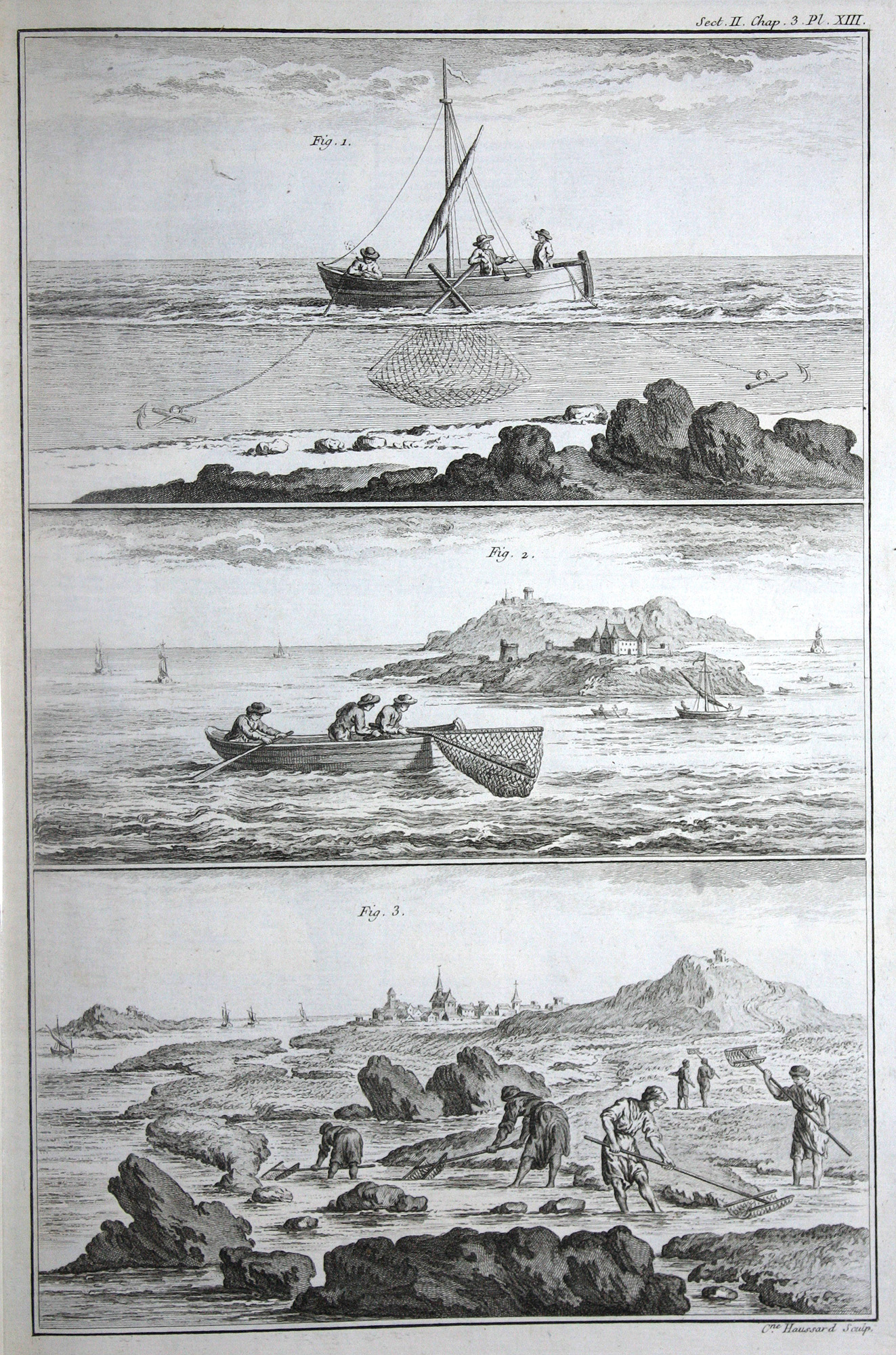
Accon évoluant à marée basse sur les vasières

- Nom donné à un petit chaland en Provence[2].